# العلاقات السويدية الغامبية
العلاقات السويدية الغامبية هي العلاقات الثنائية التي تجمع بين السويد وغامبيا.

## مقارنة بين البلدين
هذه مقارنة عامة ومرجعية للدولتين:
| وجه المقارنة                                              | السويد                                                                               | غامبيا       |
| --------------------------------------------------------- | ------------------------------------------------------------------------------------ | ------------ |
| المساحة (كم2)                                             | 450.30 ألف                                                                           | 11.30 ألف    |
| عدد السكان (نسمة)                                         | 10.16 مليون                                                                          | 2.10 مليون   |
| الكثافة السكانية (ن./كم²)                                 | 22.56                                                                                | 185.84       |
| العاصمة                                                   | ستوكهولم                                                                             | بانجول       |
| اللغة الرسمية                                             | اللغة السويدية، لغات السامي، اللغة الفنلندية، منكيلي، اللغة الرومنية، اللغة اليديشية | لغة إنجليزية |
| العملة                                                    | كرونة سويدية                                                                         | دالاسي غامبي |
| الناتج المحلي الإجمالي (بليون دولار)                      | 538.04 مليار                                                                         | 1.01 مليار   |
| الناتج المحلي الإجمالي (تعادل القوة الشرائية) بليون دولار | 469.01 مليار                                                                         | 3.34 مليار   |
| الناتج المحلي الإجمالي الاسمي للفرد دولار أمريكي          | 50.58 ألف                                                                            | 471          |
| الناتج المحلي الإجمالي للفرد دولار أمريكي                 | 45.30 ألف                                                                            |              |
| مؤشر التنمية البشرية                                      | 0.907                                                                                | 0.441        |
| رمز المكالمات الدولي                                      | +46                                                                                  | +220         |
| رمز الإنترنت                                              | .se                                                                                  | .gm          |
| المنطقة الزمنية                                           | توقيت وسط أوروبا، ت ع م+01:00، ت ع م+02:00، أوروبا/ستوكهولم ‏                         | 00           |

## مدن متوأمة
في ما يلي قائمة باتفاقيات التوأمة بين مدن سويدية وغامبية:
- ترتبط Alingsås Municipality [الإنجليزية]‏ مع Kartung [الإنجليزية]‏ باتفاقية توأمة.

## منظمات دولية مشتركة
يشترك البلدان في عضوية مجموعة من المنظمات الدولية، منها:
| علم المنظمة | اسم المنظمة                               | تاريخ انضمام السويد | تاريخ انضمام غامبيا |
| ----------- | ----------------------------------------- | ------------------- | ------------------- |
|             | مؤسسة التنمية الدولية                     | 24 سبتمبر 1960      | 18 أكتوبر 1967      |
|             | البنك الإفريقي للتنمية                    | ?                   | ?                   |
|             | يونسكو                                    | 23 يناير 1950       | 1 أغسطس 1973        |
|             | مؤسسة التمويل الدولية                     | 20 يوليو 1956       | 19 سبتمبر 1983      |
|             | منظمة حظر الأسلحة الكيميائية              | ?                   | ?                   |
|             | الأمم المتحدة                             | 19 نوفمبر 1946      | 21 سبتمبر 1965      |
|             | الاتحاد الدولي للاتصالات                  | 1866                | 27 مايو 1974        |
|             | منظمة الشرطة الجنائية الدولية             | ?                   | ?                   |
|             | البنك الدولي للإنشاء والتعمير             | 31 أغسطس 1951       | 18 أكتوبر 1967      |
|             | الاتحاد البريدي العالمي                   | ?                   | ?                   |
|             | المركز الدولي لتسوية المنازعات الاستشارية | 28 يناير 1967       | 26 يناير 1975       |
|             | وكالة ضمان الاستثمار متعدد الأطراف        | 12 أبريل 1988       | 11 سبتمبر 1992      |
|             | منظمة التجارة العالمية                    | 1995                | ?                   |

## أعلام
هذه قائمة لبعض الشخصيات التي تربطها علاقات بالبلدين:
- أمادو جاوو (لاعب كرة قدم، 29 سبتمبر 1984 – )
- الاجي سوسيه (لاعب كرة قدم غامبي، 21 يوليو 1986[19] – )
- با كوناتي (لاعب كرة قدم سويدي، 25 أبريل 1994[20] – )
- بادو جاك (ملاكم سويدي، 31 أكتوبر 1983 – )
- جوي سيزي (لاعب كرة قدم سويدي، 12 ديسمبر 1989[21] – )
- ديفيد جاسي (11 أبريل 1974 – )
- عمر جاوو (لاعب كرة قدم غامبي، 8 نوفمبر 1981[22] – )
- كيبا سيساي (لاعب كرة قدم غامبي، 14 نوفمبر 1987[23] – )
- محمد كنوت برنستروم (22 أكتوبر 1919 – 21 أكتوبر 2009)
- نواه سونكو ساندبيرغ (لاعب كرة قدم سويدي، 6 يونيو 1996[24] – )

## وصلات خارجية
- موقع وزارة الخارجية السويدية
- موقع وزارة الخارجية الغامبية